# Эрак
Эра́к (Арак, перс. اراک‎, известный также как Солтанабад) — город, является административным центром Центрального остана Ирана. Согласно переписи, на 2006 год население составляло 438 338 человек.

## Климат
Эрак имеет относительно холодный и сухой климат. Погода — тёплая и сухая летом, ветреная и прохладная осенью, холодная и снежная зимой, и умеренная весной. Максимальная температура может составлять до 35 градусов Цельсия летом и может падать ниже −25 зимой. Среднее количество осадков в год составляет 300 мм. Относительная влажность — 50 %.
| Показатель                    | Янв. | Фев. | Март | Апр. | Май  | Июнь | Июль | Авг. | Сен. | Окт. | Нояб. | Дек. | Год   |
| ----------------------------- | ---- | ---- | ---- | ---- | ---- | ---- | ---- | ---- | ---- | ---- | ----- | ---- | ----- |
| Средний суточный максимум, °C | 4,2  | 6,8  | 13,5 | 19,6 | 25,6 | 32,6 | 35,8 | 34,9 | 30,8 | 23,1 | 14,8  | 7,6  | 20,78 |
| Средний суточный минимум, °C  | −5,7 | −3,8 | 2,0  | 7,0  | 11,0 | 15,3 | 18,8 | 17,5 | 13,0 | 7,8  | 2,6   | −2,2 | 6,94  |
| Норма осадков, мм             | 54,7 | 47,6 | 53,1 | 53,4 | 31,9 | 1,5  | 0,6  | 1,1  | 0,7  | 18,5 | 31,6  | 51,0 | 345,7 |
| Источник:                     |      |      |      |      |      |      |      |      |      |      |       |      |       |

## История
Эрак основан на руинах маленького города Даскерах, который был разрушен во время вторжения монголов в Персию.
Современный Эрак — относительно новый город, имеющий двухсотлетнюю историю. Его строительство началось в 1795 и закончилось в 1852 г. Город был воссоздан во время правления династии Каджар. На месте будущего города сначала были организованы военные поселения, так как на этой территории проживали враждебные правительству племена кочевников. Военными была построена крепость с высокими стенами и глубокими рвами. Эрак оставался крепостью вплоть до 1892 года. Солтан Абадская крепость имела 8 башен, а административные здания располагались в северной части. В 1891 году вице-губернатор Etemadol Saltaneh Mirza Hasan сделал много для того, чтобы привлечь в город торговцев и ремесленников. Он также разбил в городе сады и передал часть военных зданий в личное владение военных офицеров. Впрочем все эти дома были возвращены государству в 1918—1922 гг. Город за свою историю сменил несколько названий: Солтан Абадская крепость, Солтан-Абад, Персидский Ирак и, наконец, Эрак (1938 год).

## Достопримечательности
В Эраке есть огромное количество исторических памятников и сооружений. Прежде всего, это исторической комплекс базара Эрак, четырехсезонная баня, имамзаде Хусейн (гробницу потомка одного из имамов) и обитель для странствующих дервишей «Пир Мурад-абад».
Исторический комплекс базара Арака имеет размер свыше 14 гектаров и представляет собою типичный вариант иранского градостроительства XIX в.
Этот комплекс включает в себя коммерческую, жилую и служебную части, а среди его зданий надо назвать мечеть, баню, медресе, караван-сарай и крытое водохранилище.
На рынке имеется и бассейн, сооруженный из камня. Базар Эрака с давних времен в качестве торгового центра города играл заслуженную роль в обеспечении потребностей городского и сельского населения. Здесь, наподобие других рынков страны, каждый отдел посвящен определенному виду хозяйственной деятельности. На базаре Эрака весьма распространена торговля ковром и сырьем для ковроткачества.
При строительстве базара Эрака были применены продуманные решения, и поэтому в нем решена важная задачча обеспечения света и проветривания. При этом использование кирпича и дерева в структуре сараев показывает, что строители со вниманием относились и к эстетике.
Крыша рынка имеет куполообразную форму. Одним из знаменитых мест на Эракском рынке является Музей кустарной промышленности Центральной провинции, расположенный на одном из маленьких переулков, в старинном, имеющем большое историческое значение доме под названием "Хасан-пур". Базар Арака был занесен в список национальных объектов страны в 1976 г.
Другим историческим памятником в городе Арак является медресе Сепахдар, которое появилось на свет одновременно с рынком и является первым центром религиозных наук в округе Эрак. В этом медресе обучаются фикху и другим мусульманским наукам значительное число семинаристов. В строительстве здания в известной мере применили стиль, заимствованный из медресе Сефевидской эпохи. Здание состоит из мечети, крытого водохранилища и прочих элементов, служащих для благоустройства. В здании имеются две двери, одна из которых выходит в сторону базара. Кроме того, здесь имеется весьма просторная площадь, посередине которой лежит каменный бассейн.

## Промышленность
Эрак — один из основных промышленных центров Ирана, здесь расположено множество заводов:
- Machin Sazi Arak (MSA)
- AzarAb
- Wagon Pars[англ.] (вагоны и локомотивы)
- IRALCO (Iranian Aluminium Company) — производство алюминия
- HEPCO[англ.] (дорожно-строительная техника)
- Navard Aluminum
- Iran Combine Manufacturing Company
- НПЗ, относящийся к NIORDC[англ.]
- Arak (Shazand) Petrochemical Co. (AR.P.C)
- Завод по производству тяжелой воды
- Электростанция
- Тяжеловодный исследовательский ядерный реактор IR-40 (IR-40), не более 40 МВт тепловой мощности.